# Willem Verhulst
Willem Verhulst o Willem van Hulst fue un empleado de la Compañía Neerlandesa de las Indias Occidentales. Es conocido por ser el segundo director (provisional) de la colonia de Nuevos Países Bajos en 1625-1626. Es probable que él haya sido el gobernador que compró Manhattan a los nativos por florines, la visión tradicional afirmaba que fue Peter Minuit (el siguiente director) fue quien lo compró.

## Vida y carrera
No se sabe nada sobre su vida antes y después de este período.
Verhulst zarpó de los Países Bajos en enero de 1625 en el barco Orangenboom ("Árbol de Orange") como "director provisional de los colonos". En abril de ese año, zarparon cuatro barcos más con colonos y animales de granja (los barcos se llamaban Paert, Koe, Schaep y Makreel, que significan "caballo, "vaca", oveja" y "caballa"). Había recibido instrucciones de la junta directiva. 
En 1625, Verhulst supervisó la decisión de ubicar la ciudad y la fortaleza principal de la compañía en la punta de la isla de Manhattan en la colonia de Nuevos Países Bajos. El asentamiento recibió el nombre de Nueva Ámsterdam y fue el primer asentamiento europeo permanente en lo que más tarde se llamó la ciudad de Nueva York .
Verhulst no era popular entre los colonos neo neerlandeses y fue reemplazado rápidamente por Peter Minuit. Navegó de regreso a las Provincias Unidas en el Wapen van Amsterdam ("Armas de Ámsterdam") que partió el 23 de septiembre y llegó el 4 de noviembre de 1626 a Ámsterdam. Trajo consigo la noticia de que a la colonia le estaba yendo bien y que Manhattan había sido comprada a los nativos por bienes valorados en 60 florines, lo que llevó a algunos historiadores a proponer que Verhulst fue quien supervisó esta transacción. 
Existe el debate sobre quien ejecutó el permiso de compra de la isla de Manhattan: O Verhulst o Minuit. La versión tradicional de la historia atribuye a Peter Minuit la realización y finalización de la compra.